# Parahyliota serratus
Parahyliota serratus là một loài bọ cánh cứng trong họ Silvanidae. Loài này được Smith miêu tả khoa học năm 1851.